# Красивинський сільський округ
Краси́винський сільський округ (каз. Красивое ауылдық округі, рос. Красивинский сельский округ) — адміністративна одиниця у складі Єсільського району Акмолинської області Казахстану. Адміністративний центр — село Красиве.
Населення — 1466 осіб (2021; 2169 у 2009, 3506 у 1999, 4755 у 1989).
Станом на 1989 рік існували Красивинська сільська рада (села Красиве, Кумайське, Ленінське, Тасоба, селище Красиве), Любимівська сільська рада (селище Роздольний) та Ярославська сільська рада (село Ярославка). 1993 року Любимівська та Ярославська сільради утворили Ярославський сільський округ. 2000 року Ярославський сільський округ був розділений на два: Роздольненський та Ярославський. Село Тасоба було ліквідоване 2013 року. 2019 року до складу сільського округу увійшла територія ліквідованої Ярославської сільської адміністрації.

## Склад
До складу округу входять такі населені пункти:
| Населений пункт           | Населення, осіб (1989) | Населення, осіб (1999) | Населення, осіб (2009) | Населення, осіб (2021) |
| ------------------------- | ---------------------- | ---------------------- | ---------------------- | ---------------------- |
| Красива, станційне селище | 377                    | 587                    | 274                    | 212                    |
| Красиве, село             | 2315                   | 1501                   | 1115                   | 745                    |
| --Тасоба, село            | 495                    | 293                    | 5                      | -                      |
| Кумай, село               | 214                    | 204                    | 212                    | 175                    |
| Ленінське, село           | 356                    | 239                    | 201                    | 120                    |
| Ярославка, село           | 998                    | 682                    | 362                    | 214                    |